# جبل كشباطة
جبل كُشْبَاطَة جبل يقع بشمال شرقي الجمهورية التونسية، غرب مدينة أوتيك وجنوب شرقي مدينة منزل بورقيبة. يبلغ ارتفاعه 418 م.